# I Remember (AlunaGeorge)
I Remember è il secondo album in studio del gruppo musicale di musica elettronica britannico AlunaGeorge, pubblicato nel 2016.

## Tracce
1. Full Swing (feat. Pell) – 3:35
2. My Blood (feat. Zhu) – 3:34
3. Not Above Love – 3:10
4. Hold Your Head High – 4:00
5. Mean What I Mean (feat. Leikeli47 & Dreezy) – 3:51
6. Jealous – 3:21
7. I'm in Control (feat. Popcaan) – 3:29
8. I Remember – 4:24
9. In My Head – 3:24
10. Mediator – 3:47
11. Heartbreak Horizon – 3:49
12. Wanderlust – 3:30